# Lijst van spelers van Olimpija Ljubljana
Deze lijst omvat voetballers die bij de Sloveense voetbalclub Olimpija Ljubljana spelen of gespeeld hebben. De spelers zijn alfabetisch gerangschikt.

## A
- Fernando Augusto de Abreu
- Milenko Ačimovič
- Amir Agic
- Alen Ajdinovic
- Adnan Alagić
- Janez Aljančič
- Peter Amersek
- Vili Amersek
- Mitch Apau
- Zijad Arslanagic

## B
- Marijan Babsek
- Edi Bajrektarevic
- Vanco Balevski
- Marko Barun
- Radoslav Becejac
- Darko Belojevic
- Igor Benedejčič
- Romano Bengez
- Dražen Besek
- Adnan Bešič
- Suad Besirovic
- Drazen Boban
- Leo Bonfim
- Zdravko Borovnica
- Milija Bosiljcic
- Branko Bosnjak
- Tomislav Bošnjak
- Damir Botonjič
- Kliton Bozgo
- Blaž Božič
- Slobodan Bracanovic
- Momir Brečko
- Damian van Bruggen
- Davor Bubanja
- Branko Bučar
- Fausto Budicin
- Spasoje Bulajič

## C
- Milan Ćalasan
- Hrvoje Čale
- Aleš Čeh
- Nastja Čeh
- Boštjan Cesar
- Zoran Cilinsek
- Sebastjan Cimirotič
- Rok Cirar
- Ante Ćorić
- Miroslav Cvijanovič

## D
- Ljubiša Dalanović
- Fahrija Dautbegović
- Jason Davidson
- Bogomir Deisinger
- Izudin Dervić
- Vitomir Dimitrijevic
- Dejan Djuranovic
- Slobodan Dogandzic
- Darko Domadenik
- Edmond Dosti
- Predrag Đekić
- Milonja Đukić
- Slobodan Đurić

## E
- Ismet Ekmecic
- Marko Elsner
- Robert Englaro

## F
- Suad Filekovic
- Željko Filipovič
- Gregor Fink
- Franc Fridl

## G
- Ben Gasser
- Primož Gliha
- Dejan Grabic
- Goran Granic
- Luka Gresak
- Dragan Gugleta

## H
- Edin Hadžialagic
- Enes Handanagič
- Jasmin Handanovič
- Tarik Hodžić
- Milos Hrstić
- Miloš Hudarin
- Anže Hvalec

## I
- Agim Ibraimi
- Branko Ilić
- Patrik Ipavec

## J
- Bojan Jamina
- Alfred Jermaniš
- Goran Jolic
- Boban Jovič
- Siniša Jukic
- Nedim Jusufbegović

## K
- Tomislav Kaloperović
- Adem Kapič
- Darko Karapetrovic
- Amir Karič
- David Kašnik
- Srečko Katanec
- Dejan Kelhar
- Dejan Kern
- Andraž Kirm
- Marko Kmetec
- Aleksander Knavs
- Branislav Kojicic
- Vladimir Kokol
- Andrej Komac
- Dusan Kosic
- Miloš Kostic
- Mitja Kovačevič
- Boštjan Kreft
- Romeo Krizmanic
- Branislav Krunic
- Selvad Kujovic

## L
- Igor Lazic
- Jernej Leskovar
- Kristian Lipovac
- Anej Lovrečič
- Sašo Lukic

## M
- Vitālijs Maksimenko
- Borut Mavric
- Andjelo Milevoj
- Vlado Milosevic
- Željko Milinovič
- Gregor Mirtic
- Željko Mitrakovič
- Issah Moro
- Ismet Munishi

## N
- Novica Nikcevic
- Dzoni Novak

## O
- Branko Oblak
- Jan Oblak
- Robert Oblak
- Nik Omladič
- Damjan Ošlaj
- Milan Osterc

## P
- Milinko Pantić
- Janez Pate
- Luka Pavlin
- Miran Pavlin
- Zoran Pavlovic
- Anto Pejič
- Nihad Pejković
- Jedinko Perica
- Ivica Pešic
- Mihailo Petrović
- Robert Pevnik
- Nenad Podgajski
- Jalen Pokorn
- Andrej Poljšak
- Dragan Popadic
- Danilo Popivoda
- Milos Popivoda
- Aleš Poplatnik
- Aleksandar Popovic
- Bojan Prašnikar
- Luka Prašnikar
- Tomislav Prosen
- Robert Prosinečki
- Nenad Protega
- Blaz Puc
- Milan Purović

## R
- Marko Radas
- Aleksandar Radosavljevič
- Dalibor Radujko
- Ermin Rakovič
- Rok Roj
- Antun Rudinski
- Mladen Rudonja
- Enes Rujovič

## S
- Erik Salkič
- Alen Sculac
- Ivo Separovic
- Ermin Šiljak
- João Gabriel da Silva
- Marko Simeunovič
- Davor Škerjanc
- Zlatko Skoric
- Alen Škoro
- Drago Smailović
- Stefan Smiljanič
- Matej Snofl
- Tomislav Šokota
- Velimir Sombolac
- Miha Šporar
- Dalibor Stevanovič
- Mirko Stojanović
- Peter Stojanovič
- Ljubisa Strbac

## T
- Senad Tiganj
- Nedeljko Topic
- Sani Trgo

## U
- Zoran Ubavic
- Sašo Udovič

## V
- Sandi Valentincic
- Luka Vidmar
- Mihael Voncina
- Damir Vrabac
- Alen Vučkič
- Muamer Vugdalič

## Z
- Janez Zavrl
- Aleksander Zecevic
- Zoran Zeljkovič
- Andrej Želko
- Drazen Zezelj
- Branko Zibert
- Gregor Židan
- Anton Žlogar
- Samir Zulič